# Революция Z
„Революция Z“ е български сериал на bTV. Сериалът е в жанра музикална романтична драма и е изцяло вдъхновена от мечтите на младите хора в България с алтернативно мислене и с непокорни души. Изпълнителни продуценти са Димитър Митовски и Димитър Гочев – „Камера“ ООД. „Революция Z“ се излъчва в праймтайма на bTV. Режисьори на филма са Димитър Гочев и Зоран Петровски, а оператори са Радослав Гочев и Кирил Паликарски. Сериалът е седмият сериал на телевизията и е от т. нар. „втора вълна“ от български сериали в ефира на bTV.

## Сюжет
Внимание:  Текстът по-долу разкрива сюжета на произведението (или части от него)!
Историята в „Революция Z“ проследява емоционално наситеното ежедневие на група ученици, които се сблъскват с купища предизвикателства и бариери в преследването на своята музикална мечта. Приятелство, любов, конкуренция, предразсъдъци, интриги, борба за надмощие, справедливост и шанс за израстване, дори секс – всичко това е част от живота на петнадесетгодишните мечтатели и бунтари, както и от пъстрото ежедневие на техните учители и родители.
Поредицата разказва за двама съученици, решени да създадат собствена рок банда. Константин, наричан Тино, и Боян са в 9-и клас и директорът им е вдигнал мерника, защото се сбиват на тържеството по случай първия учебен ден.
Тино получава последно предупреждение за изключване, заради проблемите му с дисциплината, още от миналата година, а Боян е с първо, понеже е бил примерен дотогава. Двамата не се отказват от идеята си за рок група и разлепят обява из училището, че си търсят барабанист.
На кастинга се явяват само няколко кандидати. За да ги прослушат са им нужни барабани. Боян се навива да пее в хора на учителката по музика, в замяна на достъп до барабаните в салона. Но там са съучениците им от бандата на едно проблемно рапърче, което е в комбина с директора Цеков, изигран от Георги Кадурин. Малкият лидер на рапиращите е натоварен с мисията да следи учителя по физика, който се забърква във всевъзможни любовни афери.
Цеков харесва учителката по физическо и се притеснява „квантовия“, както го нарече един опарен от изневярата на жена си съпруг, да не му я вземе. Физкултурничката се играе от манекенката Диляна Попова.
В изблик на обич директора ѝ подарява 5 топки, защото: „Топки винаги трябват!“ През това време двамата наказани юнаци отиват на концерт на Д2, но на Тино му е криво, защото нещата не вървят на добре, и в къщи и в даскало.

Героите се забъркват в още по-абсурдни и комични ситуации, типични за атмосферата в българското училище. 

## Име
Първоначално, на 11 октомври 2012 г., сериалът е обявен в сутрешния блок на bTV – „Тази сутрин“ – от актрисите Диляна Попова и Людмила Сланева със заглавие „Секс, лъжи и музика“. След това, по време на гостуването на продуцентите Димитър Митовски и Димитър Гочев на 18 октомври 2012 г. отново в „Тази сутрин“ сериалът е обявен като „Революция Z: Секс, лъжи и музика“. Впоследствие, когато bTV обявява, че във втория сезон на сериала един от феновете му ще може да стане част от него, на 10 декември 2012 г., сериалът е обявен като „Революция Z“. Това означава, че „Революция Z“ е самото име на сериала, а добавката „Секс, лъжи и музика“ е подзаглавието на първия му сезон.

## Eпизоди

### Оригинално излъчване
| Сезон | Сезон | Време на излъчване      | ТВ Сезон         | Епизоди | Премиера         | Финал            | Времетраене |
| ----- | ----- | ----------------------- | ---------------- | ------- | ---------------- | ---------------- | ----------- |
|       | 1     | Четвъртък, 21:00        | 2012 (есен-зима) | 10      | 25 октомври 2012 | 27 декември 2012 | 45 минути   |
|       | 2     | Четвъртък, 21:00        | 2013 (пролет)    | 3       | 7 март 2013      | 21 март 2013     | 45 минути   |
|       | 2     | Четвъртък, 20:00        | 2013 (пролет)    | 9       | 28 март 2013     | 23 май 2013      | 45 минути   |
|       | 3     | Понеделник-Петък, 20:00 | 2014 (лято)      | 15      | 16 юли 2014      | 5 август 2014    | 45 минути   |
|       | 4     | Понеделник-Петък, 20:00 | 2014 (лято)      | 13      | 6 август 2014    | 22 август 2014   | 45 минути   |

Първият сезон се излъчва от октомври 2012 година и е вторият сериал от т.нар. „втора вълна“ български сериали в ефира на bTV. Втория сезон е обявен на 10 декември 2012 година, а на 20 февруари е обявена и датата на стартиране на втория сезон – 7 март 2013 г. Денят и часът на излъчване се запазват за първите 3 епизода. От епизод 4 сериалът вече се излъчва от 20:00 до 21:00 часа. Излъчването на третия и четвъртия сезон се забавя и стартира повече от една година по-късно, или след приключването на снимките на сериала. Третия сезон започва излъчване от 16 юли всеки делник от 20:00 часа, но вече по нишовия филмов канал в медийната група – bTV Cinema.

#### Рейтинги
Според класацията за Топ 50 най-гледани ТВ програми през октомври 2012 г., „Революция Z“ се нарежда на 8-о място с рейтинг от 11,66% (814 000 зрители) и дял от малко над 30%. Това всъщност е рейтингът на първия епизод, защото само той е излъчен през октомври 2012 г. Така сериалът става по-гледан от „Домашен арест“ и „Къде е Маги?“, но по-малко гледан от „Столичани в повече“ и „Седем часа разлика“.
През ноември 2012 г., в класацията за Топ 50 най-гледани ТВ програми за месеца, сериалът се нарежда на 14-о място с по-нисък рейтинг – 9,77%, 682 000 зрители и пазарен дял от 27,09%. Така „Революция Z“ става 4-ти от общо 5 излъчващи се български сериали в ефира на bTV, като след него остава само „Къде е Маги?“.

## Актьорски състав и герои
| Име на актьора / актрисата | Герой                         | Описание | Сезони      |
| Главни роли                | Главни роли                   | Главни роли | Главни роли |
| -------------------------- | ----------------------------- | --- | ----------- |
| Никола Стоянов             | Тино (Константин Крумов)      | Китарист на Революция Z. Най-добрият приятел на Боби, гадже е на Ани, приятел на Криси, Фипо, Стефото и Мира. Още от малък обича музиката. Баща му се развежда с майка му като бил малък и заминава за друга страна. От 12 Д клас-от класа на Боби в 197 СОУ. | 1 – 4       |
| Иван Тишев                 | Боби (Боян Вълчев)            | Басист на Революция Z. Най-добър приятел на Тино, от 2 сезон е гадже на Мира, приятел на Фипо, Ани, Криси и Стефòто. Много голям сваляч. От 12 Д клас-от класа на Тино в 197 СОУ.                                                                             | 1 – 4       |
| Иван Иванов                | Фипо (Филип Стойчев)          | Барабанист на Революция Z, най-добър приятел на Ани, гадже на Криси, приятел на Тино, Боби, Мира и Стефòто, особнякът от 12 А клас | 1 – 4       |
| Джулия Бочева              | Ани (Ани Матеева)             | Вокалистка на Революция Z, най-добра приятелка на Фипо, гадже на Тино, приятелка на Боби, Мира, Криси и Стефòто от 12 А | 1 – 4       |
| Монислава Недева           | Мира (Мира Кадиев)            | Вокалистка на Революция Z, най-добра приятелка на Криси, гадже на Боби, приятелка на Тино, Фипо, Ани и Стефòто принцесата от 12 А клас | 1 – 4       |
| Ели Колева                 | Криси (Кристина Велева)       | Най-добра приятелка на Мира, гадже на Филип, приятелка на Тино, Боби, Ани и Стефòто, срамежливата от 12 А клас | 1 – 4       |
| Юлиан Вергов               | Никола Савов                  | Преподавател по Физика и астрономия, класен ръководител на 12 А клас, най-добър приятел на Богомил Цеков, бивше гадже на Мария, женен за Десислава Маринова, готиният                                                                                         | 1 – 4       |
| Георги Кадурин             | Богомил Цеков                 | Преподавател по Немски език, директор на 197 СОУ „Христо Ботев“, най-добър приятел на Никола Савов, женен за Емилия Пешева, гаднярът | 1 – 4       |
| Силвия Петкова             | София Димитрова               | Преподавател по Български език и Литература, най-добра приятелка на Десислава Маринова и Емилия Пешева, бивша съпруга на Глен Дънкан, мечтателката | 1 – 4       |
| Стефка Янорова             | Емилия Пешева                 | Преподавател по Математика, класен ръководител на 12 Д клас, най-добра приятелка на София Димитрова и Десислава Маринова, омъжена за Богомил Цеков, злобарката                                                                                                | 1 – 4       |
| Диляна Попова              | Десислава Маринова            | Преподавател по Физическо възпитание и спорт, най-добра приятелка на София Димитрова и Емилия Пешева, омъжена за Никола Савов, секс символа | 1 – 4       |
| Христо Михалков            | Стефан (Стефòто)              | Нов ученик в 12 А клас, бас китарист на Революция Z, приятел на Ани, Боби, Криси, Мира, Тино и Фипо, гадже е на Лили | 4           |
| Второстепенни роли         |                               | |             |
| Калин Яворов               | Кирил Матеев                  | Баща на Ани, алкохолик | 1 – 3       |
| Валентин Бурски            | Полковника (Станимир Стойчев) | Баща на Фипо | 1 – 4       |
| Рада Венлинова             | Галя Стойчева                 | Майка на Фипо | 1 – 4       |
| Людмила Сланева            | Мария Крумова                 | Майка на Тино | 1 – 4       |
| Яна Абрашева               | Лили Крумова                  | По-малка сестра на Тино, гадже на Стефòто | 1 – 4       |
| Момчил Степанов            | Веселин                       | Приятел и съквартирант на Десислава Маринова, хомосексуалист | 1 – 4       |
| Радостин Георгиев          | Генчо                         | Част от хип-хоп групата, лидерът от 11 клас | 1 – 4       |
| Китодар Тодоров            | Петър (Пепи)                  | Бивше гадже на Мария | 1 – 2       |
| Карла Рахал                | Доротея Костова               | Преподавател по музика, консервативната | 1 – 2       |
| Джейми Макдоналд           | Глен Дънкан                   | Преподавател по Английски език, бивш съпруг на София Димитрова, измамникът | 3           |